# Eredivisie (mannenhandbal) 1998/99
De Eredivisie is de hoogste afdeling van het Nederlandse handbal bij de heren op landelijk niveau. In het seizoen 1998/1999 werd Horn/Sittardia voor de achttiende keer landskampioen. Olympia HGL en Volendam degradeerde naar de Eerste divisie.
Door de fusie tussen Blauw-Wit en Caesar werd het team van Blauw-Wit vervangen door Cuypers/BFC.

## Opzet
Eerst speelden de tien ploegen een reguliere competitie, de nummers een tot en met vijf van deze reguliere competitie speelden in de kampioenspoule, waarvan de beste twee zich kwalificeren voor de Best of Five-serie. De winnaar van deze serie werd de landskampioen van Nederland. De nummers zes tot en met tien speelden in de degradatiepoule. De laagst geklasseerde ploeg in de degradatiepoule degradeerde rechtstreeks naar de eerste divisie. De een na laatste speelde een wedstrijd tegen de verliezer van het duel tussen de kampioenen van de beide eerste divisies, om één plaats in de eredivisie.

## Teams
| Club                 | Plaats    | Provincie     | Trainers                                                |
| -------------------- | --------- | ------------- | ------------------------------------------------------- |
| ShowBizCity/Aalsmeer | Aalsmeer  | Noord-Holland | Sjors Röttger                                           |
| Fancom/Bevo          | Panningen | Limburg       | Frank van den Beucken                                   |
| Cuypers/BFC          | Beek      | Limburg       | Jo Smeets                                               |
| ANOVA/E&O            | Emmen     | Drenthe       | Peter Portengen                                         |
| Olympia HGL          | Hengelo   | Overijssel    |                                                         |
| Horn/Sittardia       | Sittard   | Limburg       | Gino Smits                                              |
| Pelgrim/Swift        | Arnhem    | Gelderland    | Rob Groener                                             |
| HVM/Tachos           | Waalwijk  | Noord-Brabant | Piotr Konitz                                            |
| Hirschmann/V&L       | Geleen    | Limburg       | Jan Willem Hamers Wil Jacobs ontslagen in februari 1999 |
| Volendam             | Volendam  | Noord-Holland |                                                         |

## Reguliere competitie

### Stand
| Pos | Team                 | Wed | W  | G | V  | Ptn | DV  | DT  | +/−  | Opmerking                           |
| --- | -------------------- | --- | -- | - | -- | --- | --- | --- | ---- | ----------------------------------- |
| 1   | ShowBizCity/Aalsmeer | 18  | 16 | 1 | 1  | 33  | 515 | 379 | +136 | Gekwalificeerd voor kampioenspoule  |
| 2   | Horn/Sittardia       | 18  | 15 | 0 | 3  | 30  | 517 | 399 | +118 | Gekwalificeerd voor kampioenspoule  |
| 3   | Cuypers/BFC          | 19  | 13 | 1 | 5  | 27  | 476 | 422 | +54  | Gekwalificeerd voor kampioenspoule  |
| 4   | ANOVA/E&O            | 18  | 9  | 5 | 4  | 23  | 462 | 390 | +72  | Gekwalificeerd voor kampioenspoule  |
| 5   | Hirschmann/V&L       | 18  | 6  | 6 | 6  | 18  | 431 | 420 | +11  | Gekwalificeerd voor kampioenspoule  |
| 6   | Fancom/Bevo          | 18  | 7  | 4 | 7  | 18  | 440 | 438 | +2   | Gekwalificeerd voor degradatiepoule |
| 7   | HVM/Tachos           | 17  | 7  | 2 | 8  | 16  | 446 | 424 | +22  | Gekwalificeerd voor degradatiepoule |
| 8   | Pelgrim/Swift        | 18  | 4  | 1 | 13 | 9   | 462 | 561 | −99  | Gekwalificeerd voor degradatiepoule |
| 9   | Volendam             | 18  | 2  | 1 | 15 | 5   | 384 | 483 | −99  | Gekwalificeerd voor degradatiepoule |
| 10  | Olympia HGL          | 18  | 0  | 1 | 17 | 1   | 369 | 586 | −217 | Gekwalificeerd voor degradatiepoule |

### Uitslagen
| Thuis \ Uit          | AAL   | BEV   | BFC   | E&O   | OLY   | SIT   | SWI   | TAC   | V&L   | VOL   |
| -------------------- | ----- | ----- | ----- | ----- | ----- | ----- | ----- | ----- | ----- | ----- |
| ShowBizCity/Aalsmeer |       | 31–19 | 33–21 | 24–21 | 37–23 | 25–21 | 32–17 | 27–19 | 24–24 | 34–17 |
| Fancom/Bevo          | 24–25 |       | 26–20 | 28–28 | 28–25 | 21–23 | 25–27 | 16–23 | 20–20 | 22–19 |
| Cuypers/BFC          | 23–29 | 23–22 |       | 23–21 | 24–14 | 21–26 | 44–25 | 27–23 | 28–23 | 32–18 |
| ANOVA/E&O            | 17–22 | 24–24 | 25–25 |       | 34–14 | 25–20 | 34–20 | 21–21 | 27–26 | 28–19 |
| Olympia HGL          | 23–36 | 20–29 | 26–37 | 12–30 |       | 15–38 | 30–33 | 20–27 | 22–22 | 19–33 |
| Horn/Sittardia       | 27–15 | 37–25 | 21–24 | 29–22 | 43–27 |       | 39–29 | 31–21 | 25–18 | 29–20 |
| Pelgrim/Swift        | 21–35 | 25–32 | 31–32 | 20–35 | 34–24 | 23–31 |       | 29–33 | 21–26 | 28–23 |
| HVM/Tachos           | 21–27 | 21–25 | 22–23 | 19–20 | 37–16 | 28–30 | 27–23 |       | 26–26 | 28–25 |
| Hirschmann/V&L       | 22–29 | 24–24 | 21–25 | 24–24 | 33–17 | 21–22 | 31–28 | 22–20 |       | 20–17 |
| Volendam             | 19–30 | 23–30 | 16–24 | 20–26 | 31–22 | 19–25 | 28–28 | 16–30 | 21–28 |       |

## Nacompetitie

### Degradatiepoule
| Pos | Club          | Wed | Ptn | BP | Opmerking                      |
| --- | ------------- | --- | --- | -- | ------------------------------ |
| 1   | HVM/Tachos    | 8   | 18  | 4  |                                |
| 2   | Fancom/Bevo   | 8   | 15  | 5  |                                |
| 3   | Pelgrim/Swift | 8   | 13  | 3  |                                |
| 4   | Volendam      | 8   | 7   | 2  | Degradatie naar eerste divisie |
| 5   | Olympia HGL   | 8   | 2   | 1  | Degradatie naar eerste divisie |

### Kampioenspoule

#### Stand
| Pos | Club                 | Wed | W | G | V | Ptn | DV  | DT  | +/− | BP | Opmerking                        |
| --- | -------------------- | --- | - | - | - | --- | --- | --- | --- | -- | -------------------------------- |
| 1   | ShowBizCity/Aalsmeer | 8   | 6 | 0 | 2 | 17  | 199 | 175 | +24 | 5  | Gekwalificeerd voor Best of Five |
| 2   | Horn/Sittardia       | 8   | 5 | 0 | 3 | 14  | 205 | 187 | +18 | 4  | Gekwalificeerd voor Best of Five |
| 3   | ANOVA/E&O            | 8   | 4 | 0 | 4 | 10  | 198 | 183 | +15 | 2  |                                  |
| 4   | Hirschmann/V&L       | 8   | 3 | 0 | 5 | 7   | 202 | 214 | –12 | 1  |                                  |
| 5   | Cuypers/BFC          | 8   | 1 | 0 | 7 | 5   | 171 | 213 | –42 | 3  |                                  |

#### Uitslagen
| Thuis \ Uit          | AAL   | SIT   | E&O   | V&L   | BFC   |
| -------------------- | ----- | ----- | ----- | ----- | ----- |
| ShowBizCity/Aalsmeer | 00–00 | 22–23 | 19–17 | 31–20 | 26–22 |
| Horn/Sittardia       | 22–25 | 00–00 | 26–32 | 26–28 | 24–20 |
| ANOVA/E&O            | 21–23 | 21–27 | 00–00 | 30–24 | 34–20 |
| Hirschmann/V&L       | 28–25 | 26–28 | 28–25 | 00–00 | 28–26 |
| Cuypers/BFC          | 22–28 | 22–35 | 16–18 | 23–20 | 00–00 |

## Best of Five
| 17 april 1999 | ShowBizCity/Aalsmeer | 27 - 25 | Horn/Sittardia | De Bloemhof, Aalsmeer |
| 17 april 1999 |                      |         |                | De Bloemhof, Aalsmeer |
| 17 april 1999 |                      |         |                | De Bloemhof, Aalsmeer |

| 19 april 1999 | Horn/Sittardia | 21 - 20 | ShowBizCity/Aalsmeer | Stadssporthal, Sittard |
| 19 april 1999 |                |         |                      | Stadssporthal, Sittard |
| 19 april 1999 |                |         |                      | Stadssporthal, Sittard |

| 24 april 1999 | ShowBizCity/Aalsmeer | 18 - 22 | Horn/Sittardia | De Bloemhof, Aalsmeer |
| 24 april 1999 |                      |         |                | De Bloemhof, Aalsmeer |
| 24 april 1999 |                      |         |                | De Bloemhof, Aalsmeer |

| 26 april 1999 | Horn/Sittardia | 29 - 27 | ShowBizCity/Aalsmeer | Stadssporthal, Sittard |
| 26 april 1999 |                |         |                      | Stadssporthal, Sittard |
| 26 april 1999 |                |         |                      | Stadssporthal, Sittard |

|  | ShowBizCity/Aalsmeer | v | Horn/Sittardia | De Bloemhof, Aalsmeer |
|  |                      |   |                | De Bloemhof, Aalsmeer |
|  |                      |   |                | De Bloemhof, Aalsmeer |

## Handballer van het jaar
Op 17 september 1999 werd Malik Beširević van Horn/Sittardia tot handballer van het jaar uitgeroepen.
| Pos | Naam            | Club                 |
| --- | --------------- | -------------------- |
| 1   | Malik Beširević | Horn/Sittardia       |
| 2   | Jan de Bakker   | ANOVA/E&O            |
| 3   | Jeroen Hölscher | ShowBizCity/Aalsmeer |

## Trivia
- Doordat Hirschmann/V&L in een duel tegen Horn/Sittardia in de reguliere competitie één speler (Aschwin Versteegden) te veel opstelde, bleek de Geleense ploeg in overtreding te zijn met het reglement van het Nederlands Handbal Verbond. Alhoewel de arbiters en tijdwaarnemers dit tijdens de wedstrijd niet gesignaleerd hadden, tekende Fancom/Bevo later protest aan tegen de overtreding. Een speciale commissie van het Nederlands Handbal Verbond ging in een strafzaak beslissen of Hirschmann/V&L geen punten in aftrek zou krijgen. Indien Hirschmann/V&L punten in aftrek zou krijgen, dan was Fancom/Bevo in plaats van Hirschmann/V&L voor de kampioenspoule gekwalificeerd. De strafzaak eindigde echter in het gelijk voor Hirschmann/V&L, omdat de tijd die Fancom/Bevo had laten verstrijken om protest aan te tekenen te ruim werd geacht door de speciale commissie.